# Mini Bowser
De Mini Bowsers (in onder andere de Verenigde Staten, Canada en Japan Koopa Kids genoemd) zijn personages uit de Mario-reeks.

## Karakteromschrijving
Mini Bowsers bestaan uit drie kleuren: rood, blauw en groen. Ze zijn hulpjes van Bowser en komen voor in de Mario Party-serie. Ze vervangen daar de rol van Bowser Jr.. Ze spreken Bowser vaak aan met "Sir Bowser" ("Meneer Bowser"). Hoewel ze slechteriken zijn, zijn ze bespeelbaar in veel Mario Party-spellen. Hun eerste optreden was in het eerste deel van de Mario Party-serie, hun laatste in het zevende deel.